# Paisatge amb ànecs
Paisatge amb ànecs és una pintura sobre tela feta per Baldomer Galofre i Giménez el 1871 i que es troba conservada actualment a la Biblioteca Museu Víctor Balaguer, amb el número de registre 3826 d'ençà que va ingressar el 26 d'octubre de 1884, provinent la col·lecció privada de Víctor Balaguer i Cirera.	

## Descripció
Vista d'un llac amb vegetació atapeïda de salzes i pollancres. A l'esquerra, en primer terme, branques d'arbres. Darrere seu, un caminet s'endinsa cap al bosc. Al marge inferior dret, un aiguamoll amb barca amarrada i un arbre solitari entre les aigües fangoses. Al fons, siluetes de l'arbreda. Una renglera de nou ànecs neden al centre de la composició.	

## Inscripció
Al quadre es pot llegir la inscripció B. Galofré.	